# Hamhŭng
Hamhŭng (함흥시?, 咸興市?, Hamhŭng-siLR) è una città della Corea del Nord di 768 551 abitanti, capoluogo della provincia dell'Hamgyŏng Meridionale. È la terza città del Paese per popolazione e la maggiore sulla costa orientale. È il centro economico e culturale della Corea nordorientale.

## Geografia fisica
Hamhŭng si trova sul ramo sinistro del fiume Sŏngch'ŏn, nella parte orientale della pianura di Hamhŭng (함흥평야), nel Hamgyŏng Meridionale, nel nord-est della Corea del Nord. Il Tonghŭngsan è alto 319 metri.